# Águas Belas (Ferreira do Zêzere)
Águas Belas é uma povoação portuguesa sede da Freguesia de Águas Belas do município de Ferreira do Zêzere, freguesia com 22,13 km² de área e 1139 habitantes (censo de 2021), tendo, por isso, uma densidade populacional de 51,5 hab./km².

## Demografia
A população registada nos censos foi:
| Distribuição da População por Grupos Etários | Distribuição da População por Grupos Etários | Distribuição da População por Grupos Etários | Distribuição da População por Grupos Etários | Distribuição da População por Grupos Etários |
| -------------------------------------------- | -------------------------------------------- | -------------------------------------------- | -------------------------------------------- | -------------------------------------------- |
| Ano                                          | 0-14 Anos                                    | 15-24 Anos                                   | 25-64 Anos                                   | > 65 Anos                                    |
| 2001                                         | 176                                          | 138                                          | 550                                          | 276                                          |
| 2011                                         | 148                                          | 121                                          | 523                                          | 280                                          |
| 2021                                         | 128                                          | 138                                          | 576                                          | 297                                          |

## Breve história
Foi vila e sede de concelho entre 1513 e 1836. O pequeno município tinha uma freguesia e, de acordo com o censo de 1801, apenas 833 habitantes.
Teve foral concedido por D. Manuel I em 1513. Em 1222 aparece com o nome de “ Abas de Aquabela “ no foral de Ferreira do Zêzere. Em 1356 D. Pedro I deu o seu senhorio a Rodrigo Alvares Pereira.
Daqueles tempos de autonomia administrativa, sobreveio o pelourinho, erguido sobre um pódio de três degraus de calcário e rematando em meia esfera. No fuste da coluna, está aposto o brasão dos Pereiras, de que foram descendentes os Sodrés Pereiras, Comendadores de Águas Belas.
A Igreja paroquial é um templo reedificado em finais do século XIX. Do seu espólio ressalta a magnífica custódia de prata dourada, cinzela, do século XVIII.

## Património
- Pelourinho de Águas Belas
- Igreja de Nossa Senhora da Graça
- Relógio de sol
- Quintas da Alegria e de Águas Belas
- Custódia de Águas Belas

## Atividades Económicas
- Agricultura
- Indústrias de madeiras
- Indústria Agro-alimentar
- Cerâmica
- Comércio

## Festas e Romarias
- Sr.ª da Graça (2.º Domingo de Setembro)
- Santa Teresa (2.º Domingo de Julho)
- S. Sebastião - Varela (Maio)

## Outros locais
- Serra da Cabrieira

## Gastronomia
- Cabrito
- Leitão
- Arroz de pato

## Artesanato
- Cestaria
- Tecelagem